# 弗拉特卡普角
弗拉特卡普角（英語：Flatcap Point），是南極洲的海岬，位於葛拉漢地的詹姆斯羅斯島，處於羅斯灣北岸，根據英國研究隊的測量繪入地圖，現時由南極條約體系管理。